# Т-24 (танк)
Средният танк Т-24 е първият прототип на съветски танк от среден клас. Машината е приета на въоръжение през 1931 г. Произведени са 24 танка от модела Т-24, които са били използвани като учебни машини.

## История
През юли 1930 г. са проведени изпитания на танка T-12. На изпитанията са установени значителни недостатъци: проблеми със закрепването на веригите, слаба издръжливост на скоростната кутия, проблеми с горивната система, недостатъчен запас от ход и др. Държавната комисия прави извода, че танкът не е пригоден за бойни действия и препоръчва капитална модернизация на прототипа на Т-12.
След направената модернизация на машината е дадено ново обозначение – Т-24. Взето е решение да бъдат произведени 15 машини, с които да бъдат проведени изпитания. Първата машина от опитната серия е произведена в края на юли 1930 г. и веднага е изпратена за паралелни изпитания с Т-12. В хода на изпитанията машината показва почти същите качества като Т-12, но е одобрена за производство.
Серийното производство на Т-24 започва в началото на 1931 г. Предвидено е да бъдат произведени от 200 до 300 машини, но по различни причини (най-вече множеството дефекти) са произведени само 24 танка. Машината е произвеждана до края на 1931 г., когато е снета от производство поради големия брой технически недостатъци, които показва в хода на краткотрайната си експлоатация.

## Устройство
Танкът Т-24 е снабден с авиационен 4-цилиндров, карбураторен, бензинов двигател М-6 с мощност 300 к.с. Силовото предаване включва: главен фрикцион от дисков тип, планетарна 5-степенна скоростна кутия, двоен диференциал в качеството на поворотен механизъм и прости странични предавки. Трансмисията е торсионна.

## Бойно използване
Средният танк Т-24 първоначално е използван в качеството на танково усилване на пехотните подразделения, но по-късно е преоборудван като учебна машина. Машината не взема участие в бойни действия.

## Модификации
- Танкът не е произвеждан в други модификации, освен основната серия от 24 машини.